# Первачук Ігор Анатолійович
Первачук Ігор Анатолійович:  01.03.1964р.- 15.12.2008р. Майстер спорту міжнародного класу, Чемпіон Світу, Європи, та Кубку Світу серед юніорів з вільної боротьби. Багаторазовий Чемпіон СРСР та України з вільної боротьби.

## Спортивні досягнення
Ігор Анатолійович  народився 01 березня 1964 року у Львові,  з 1971 по 1980 рік навчався в СШ №79 м. Львова. З третього класу почав займатись вільною боротьбою, захоплення якою стало справою всього життя. Перші успіхи і бажання бути чемпіоном прийшли дуже швидко. Маючи вагу 27 кг., на перших змаганнях Ігор переміг у ваговій категорії 29 кг. Надалі він був закоханий в боротьбу —  від змагання до  змагання приходив досвід та найбільш заповітніші мрії почали здійснюватись з початком участі у офіційних першостях. Ігор вперше дебютував в юнацькій першості СРСР , що проходила в 1980 році у Львові у ваговій категорії 45 кг.(власна вага 42кг)  На цих змаганнях Ігор  здобув свою  першу медаль першості Союзу. На цей час Ігор вже був учнем Львівської обласної загальноосвітньої школи-інтернату спортивного профілю (сьогодні Львівське училище фізичної культури).
В 1982 році він вперше дебютував  на міжнародній  арені у складі юнацької збірної СРСР на чемпіонаті світу в американському штаті Колорадо-Спрінгс , де підкорив бронзовий п’єдестал. Та вже у наступному році для Ігора прийшов золотий  успіх: в американському Лос-Анжелесі став чемпіоном світу серед юніорів у ваговій категорій 48 кг. І знову міжнародний успіх —  спочатку золото юніорського чемпіонату Європи в Голландії, а згодом золота медаль Кубку Світу  в Канаді. Ігор  постійно входить до складу дорослої збірної СРСР, бере участь у популярній  на той час  матчевій зустрічі СРСР-США, та  у Тбіліському міжнародному турнірі.
Згодом була низка травм, операція на коліні. Та все ж таки з часом, він зумів повернутись у спорт , почав виступати  за кордоном  у  бундес – лізі ( Німеччина). Одночасно стає чемпіоном  України у ваговій категорії  до 57 кг.

## Особисте життя
В 1989 році Ігор одружується,  а в 1993 році в сім’ї Ігора та Оксани  поповнення-народжується син Олежик.  Ігор надалі активно бере участь у розвитку боротьби на Львівщині. Займається тренерською діяльністю,  працюючи тренером в СДЮШОР «Спартаківець», консультує провідних спортсменів Львівщини.  З любов’ю та наполегливістю передає досвід молодим спортсменам , та підступна хвороба обриває життя  на 44-му році. 15 грудня 2008 року Ігора не стало.
Похований у Львові , на Сихівському цвинтарі.